# Escuela de La Haya

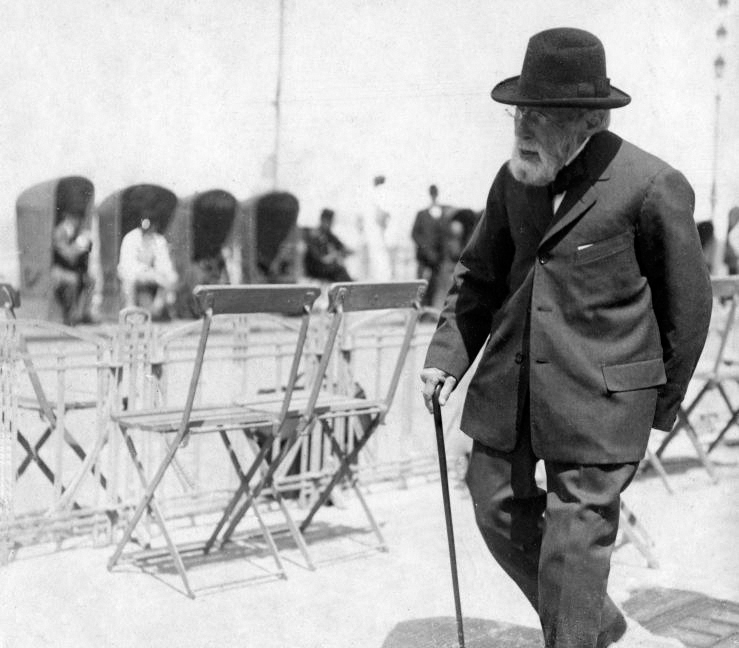
Jozef Israels ya anciano, en la playa de Scheveningen.

Escuela de La Haya (en neerlandés: Haagse School) es el nombre dado a un grupo de pintores holandeses que entre 1860 y 1900 vivieron o se relacionaron con la ciudad de La Haya, su entorno y sus gentes. Distintos autores diferencian de dos a tres generaciones o estilos, evolucionando desde los modelos de Millet o Corot hasta los impresionistas. Entre sus mejores representantes se encuentran: Josef Israëls, Jacob Maris, Anton Mauve, Anthon van Rappard (1858–1892) y George Hendrik Breitner.

## Historia

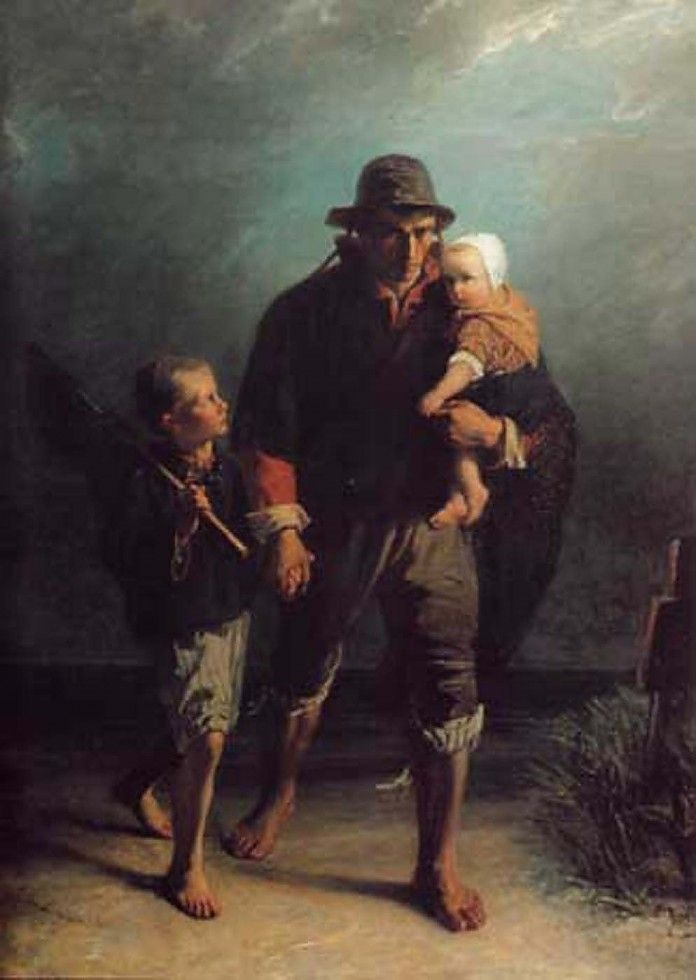
Jozef Israëls: Junto a la tumba de la madre, 1856, en un tamaño monumental de 244 x 178 centímetros.

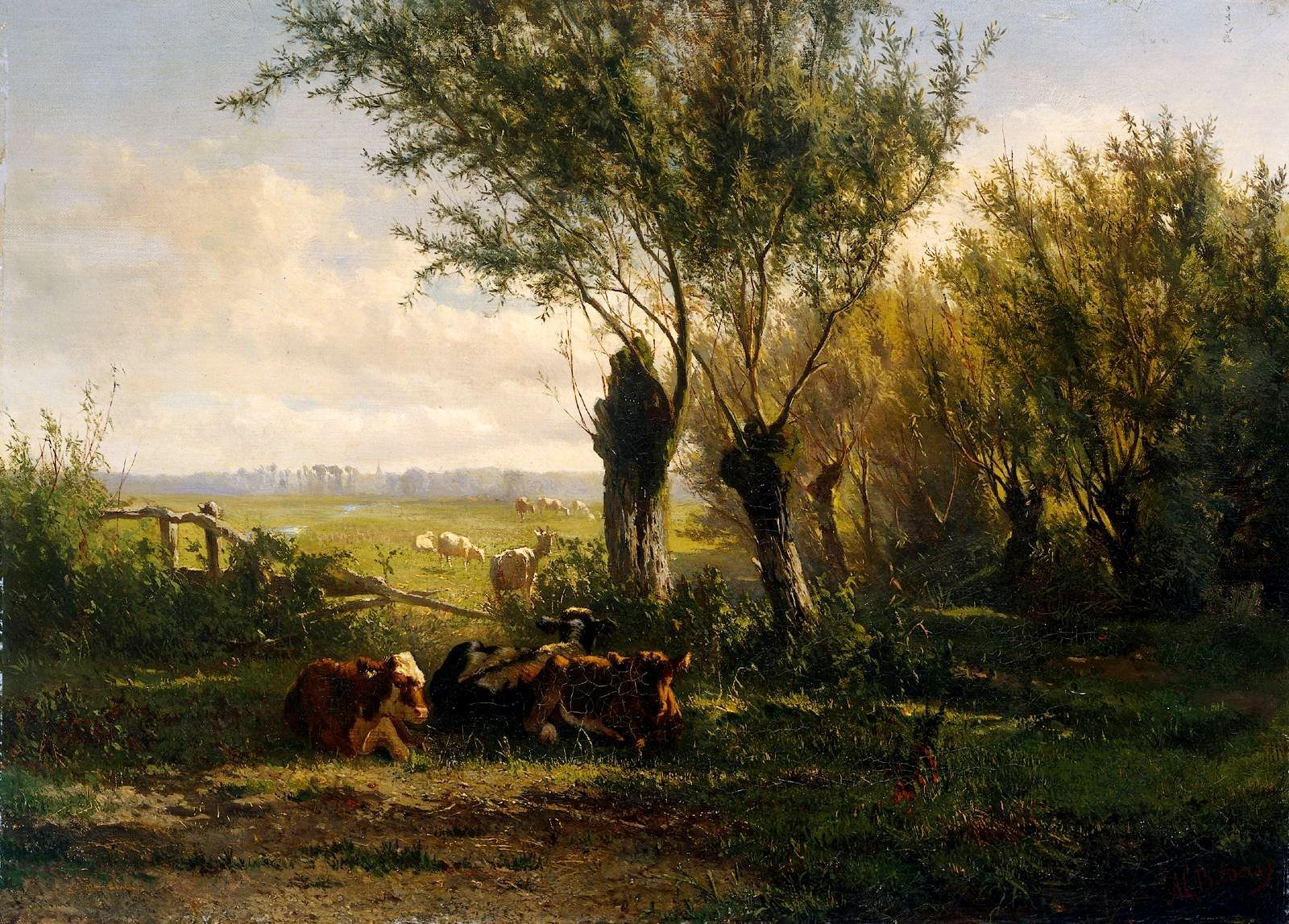
Gerard Bilders: Prado cerca de Oosterbeek, 1860, en un estilo que todavía delata la influencia del romanticismo.

El término escuela de La Haya fue utilizado por primera vez en 1875, a raíz de la Exposición de Artistas Vivos en la Academia de Dibujo de La Haya, por el crítico Jacob van Santen Kolff, para referirse a un grupo de pintores que desarrollaban su actividad de forma independiente en ese entorno geográfico, unidos por una voluntad radical de romper con el Romanticismo que dominaba la pintura holandesa de la primera mitad del siglo xix, denotando en algunos aspectos la influencia de la Escuela de Barbizon, pintando del natural, «au plein air»,
 y reflejando en sus lienzos la vida de campesinos y pescadores, desde lo lúdico y ancestral hasta los aspectos más miserables, aunque como en el caso de Israëls casi siempre con un «enfoque piadoso y sentimental».

## Características
Aquel grupo de pintores, reunidos como escuela de La Haya, mostraron un doble interés por la pintura de paisaje y el testimonio social.
A menudo, el color se subordinaba a la atmósfera hasta el punto de alumbrar características en el grupo enunciadas como «el gobierno del gris» (aunque usando todos los tonos de gris y sometiéndolos a la luz).

## 1850-1860: en busca de la innovación

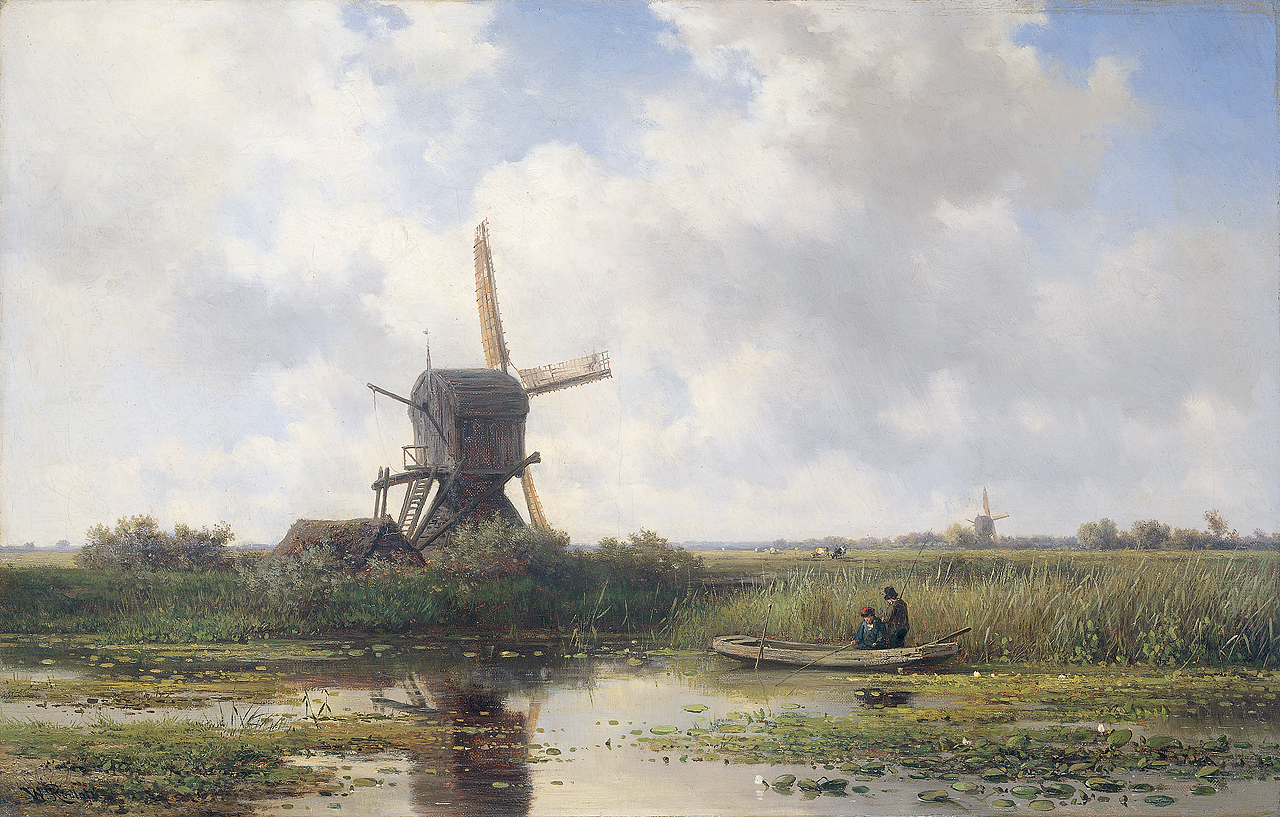
Willem Roelofs: In 't Gein cerca de Abcoude, hacia 1855-1860. "Una verdad simple y cotidiana".

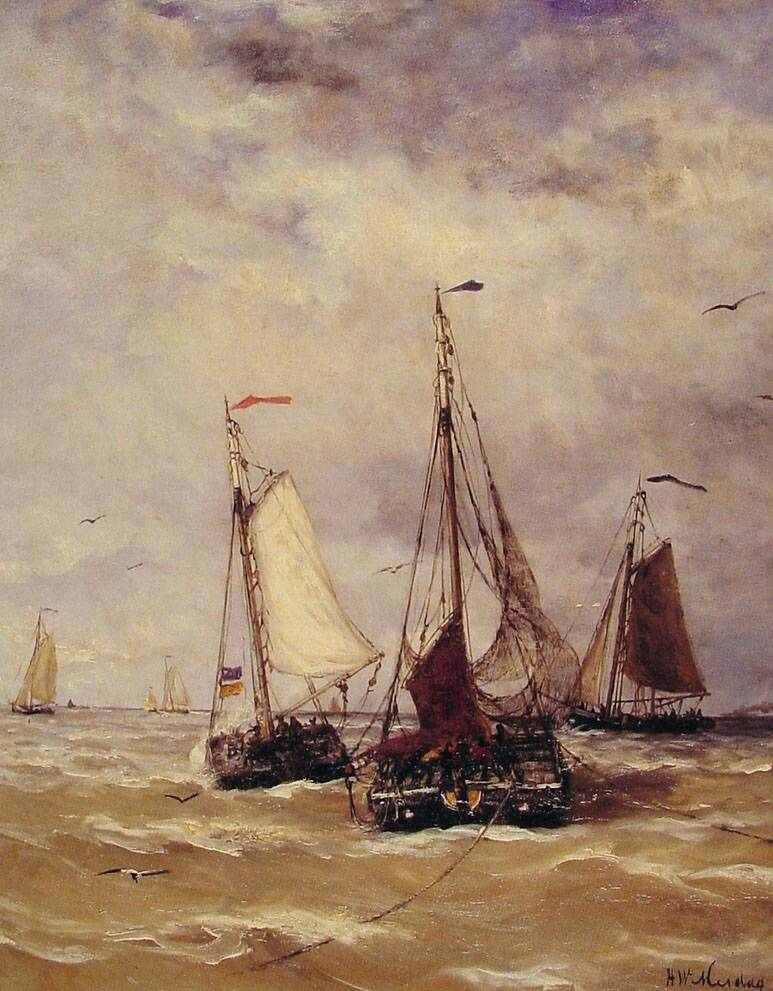
Hendrik Willem Mesdag: Preparación para la salida, 1876. Flota pesquera en Scheveningen.

La pintura holandesa de la primera mitad del siglo XIX era generalmente tradicional y conservadora. En las academias de arte holandesas, la pintura holandesa del siglo XVII todavía se consideraba indiscutiblemente como la norma absoluta. Además, habían llegado influencias notables del romanticismo alemán, que se caracterizó principalmente por la idealización del paisaje. A nivel internacional, la pintura holandesa apenas contaba, casi no había innovación.
Hacia 1850, sin embargo, surge una creciente necesidad de nuevos impulsos, unida a una actitud receptiva entre los jóvenes artistas. Varios de ellos se fueron al extranjero para completar su educación. Como resultado, el enfoque tradicional basado en Alemania cambió y surgieron contactos cada vez mayores con la pintura francesa. Varios jóvenes pintores de La Haya y sus alrededores en particular se trasladaron al sur, en particular Jozef Israëls y Willem Roelofs, seguidos poco después por Anton Mauve y los hermanos Jacob y Willem Maris.
Hacia 1850, Israels y Roelofs habían conocido en Bruselas la obra de los pintores de la Escuela de Barbizon, cuyos miembros principales eran Théodore Rousseau, Jean-Baptiste Corot, Charles-François Daubigny y Jean-François Millet. Ambos también realizaron varios viajes de estudio a Barbizon durante ese período. En la posada local de Ganne conocieron a los pintores franceses, pasaron largas veladas juntos y aprendieron sus nuevas ideas.
La principal percepción de los pintores holandeses que viajaron a Barbizon fue que sus colegas franceses no utilizaban el paisaje de forma idealizada, como en el romanticismo, que trabajaba principalmente el efecto y quería expresar la grandeza de la naturaleza. El objetivo era una representación realista que también intentara ser un espejo del estado de ánimo del artista al contemplarla. La composición y el juego de líneas ocupaban un lugar central en la obra. Otra novedad fue la pintura al aire libre (observación in situ) y la pincelada relativamente suelta. Se prestaba mucha atención a la luz y la atmósfera. Para los conceptos holandeses de la época, todo esto significaba un punto de vista radicalmente diferente.

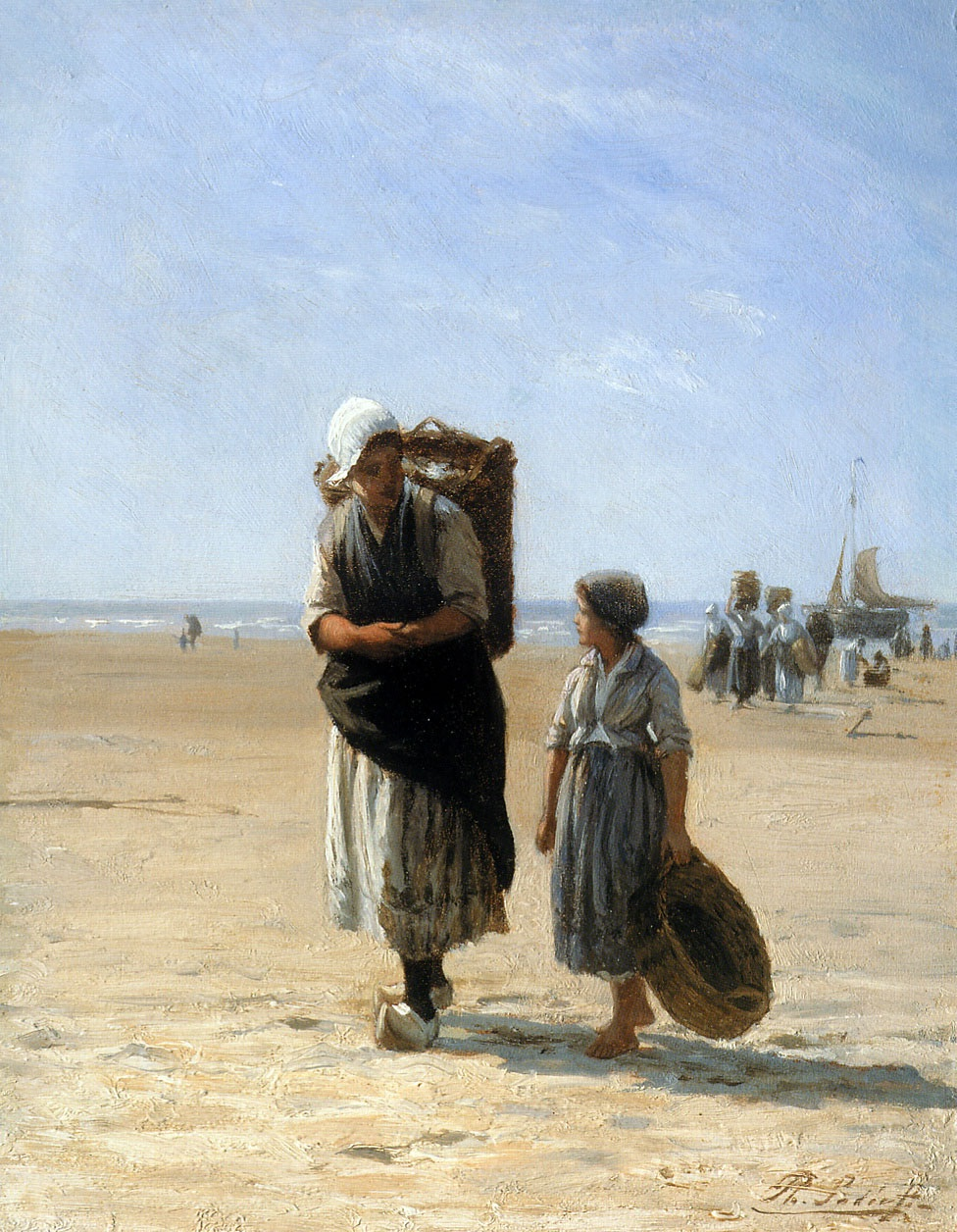
Philip Sadée: Regreso de la playa. Madre e hija camino a casa, Scheveningen, hacia 1878.

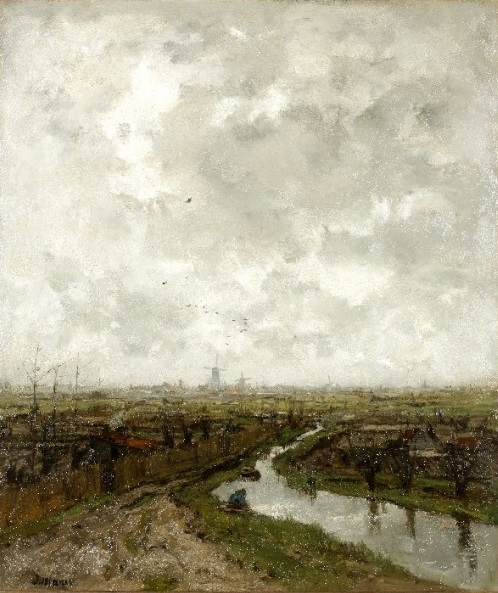
Jacob Maris: Salad Gardens cerca de La Haya, 1878, con un típico cielo gris.

En los años 1850-1860, los pintores de La Haya y sus alrededores, a menudo vinculados por su pertenencia al Estudio Pulchri, conocieron las ideas de la Escuela de Barbizon a través de los franceses, pero no solo a través de ellos. El comercio de arte también jugó un papel importante. En ese momento, varias obras de los pintores de Barbizon también se pusieron a la venta en las galerías progresistas de La Haya y Ámsterdam y fueron recibidas con entusiasmo. Las ventas fueron muy bien y varios patricios e industriales emergentes, incluido Hendrik Willem Mesdag, incluso desarrollaron un cierto frenesí coleccionista. Así la introducción a las obras de Barbizon pronto dio lugar a nuevos impulsos en la pintura holandesa.

## 1860-1870: Oosterbeek, formación de la primera generación
Siguiendo el ejemplo de los pintores de la Escuela de Barbizon, hacia 1860, grupos de pintores de los Países Bajos, en particular de La Haya y sus alrededores, "salían" a trabajar al aire libre, especialmente durante los períodos de verano. El primer lugar donde se formó una colonia real fue Oosterbeek, un pueblo agrícola en la zona montañosa de Veluwezoom cerca de Wolfheze, con muchos grandes árboles. El pintor Johannes Bilders y en particular su hijo Gerard fueron pioneros en trabajar al aire libre a partir de 1857. Pronto siguieron otros. Un importante punto de encuentro fue la finca "De Hemelsche Berg" del escritor y mecenas Jan Kneppelhout, que pagaba periódicamente los viajes de formación y estudio de los jóvenes artistas. Entre los pintores que trabajaron en Oosterbeek alrededor de los años 1860-1870 y que continuaron influenciándose unos a otros, estaban Willem Roelofs, Constant Gabriël, Hendrik Willem Mesdag, Anton Mauve, los hermanos Maris (Jacob, Willem y Matthijs) y Jan de Haas. Philip Sadée, Frederik Hendrik Kaemmerer y Bernard Blommers también se podían encontrar regularmente. Iban en busca del "estado de ánimo en la naturaleza", de la impresión que les producía el paisaje. Gerard Bilders lo expresó de esta manera: "No es mi objetivo pintar una vaca en si, ni un árbol por el árbol; es crear a través del conjunto la impresión que a veces hace la naturaleza".

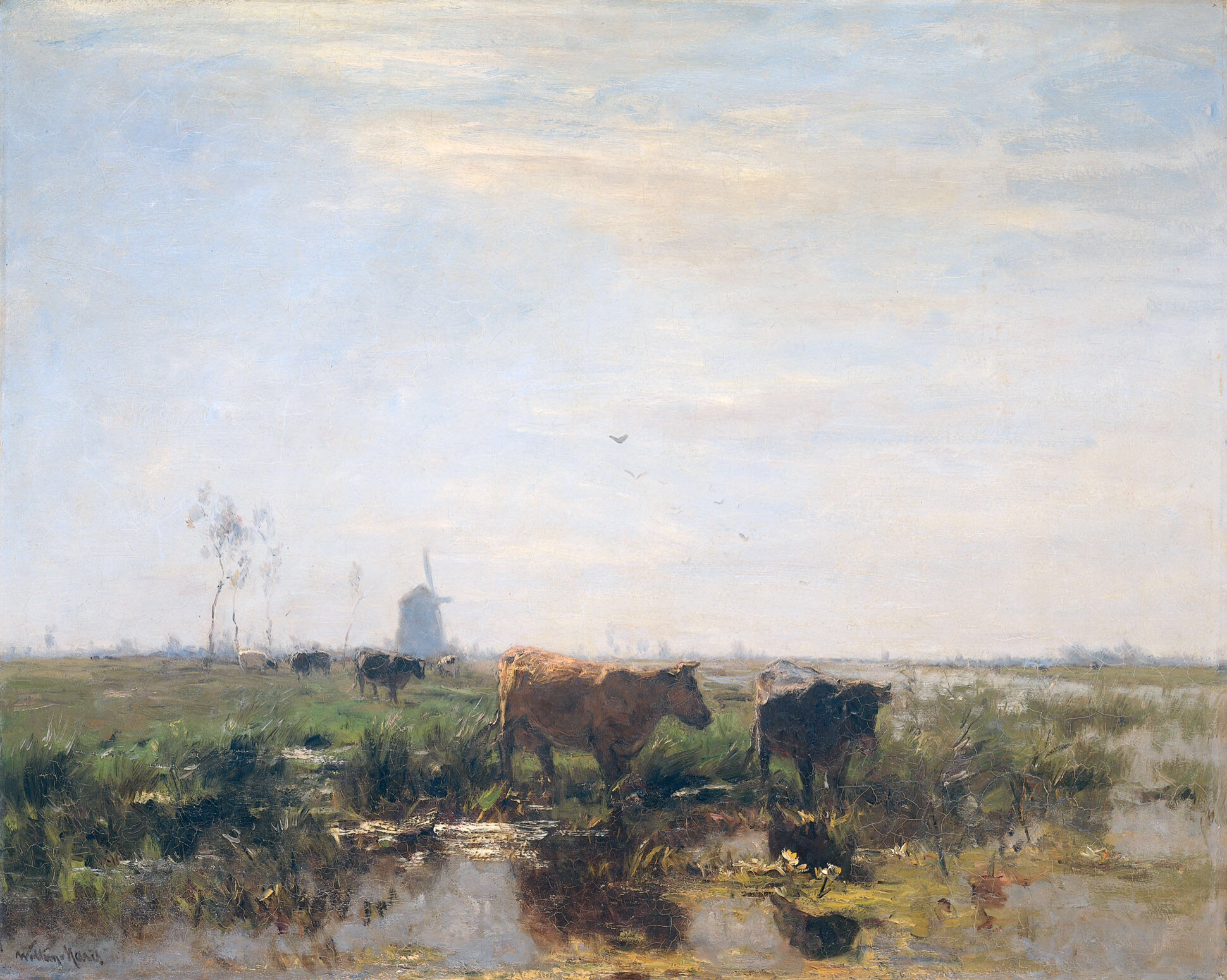
Willem Maris: Prado con vacas junto al agua, hacia 1890-1895.

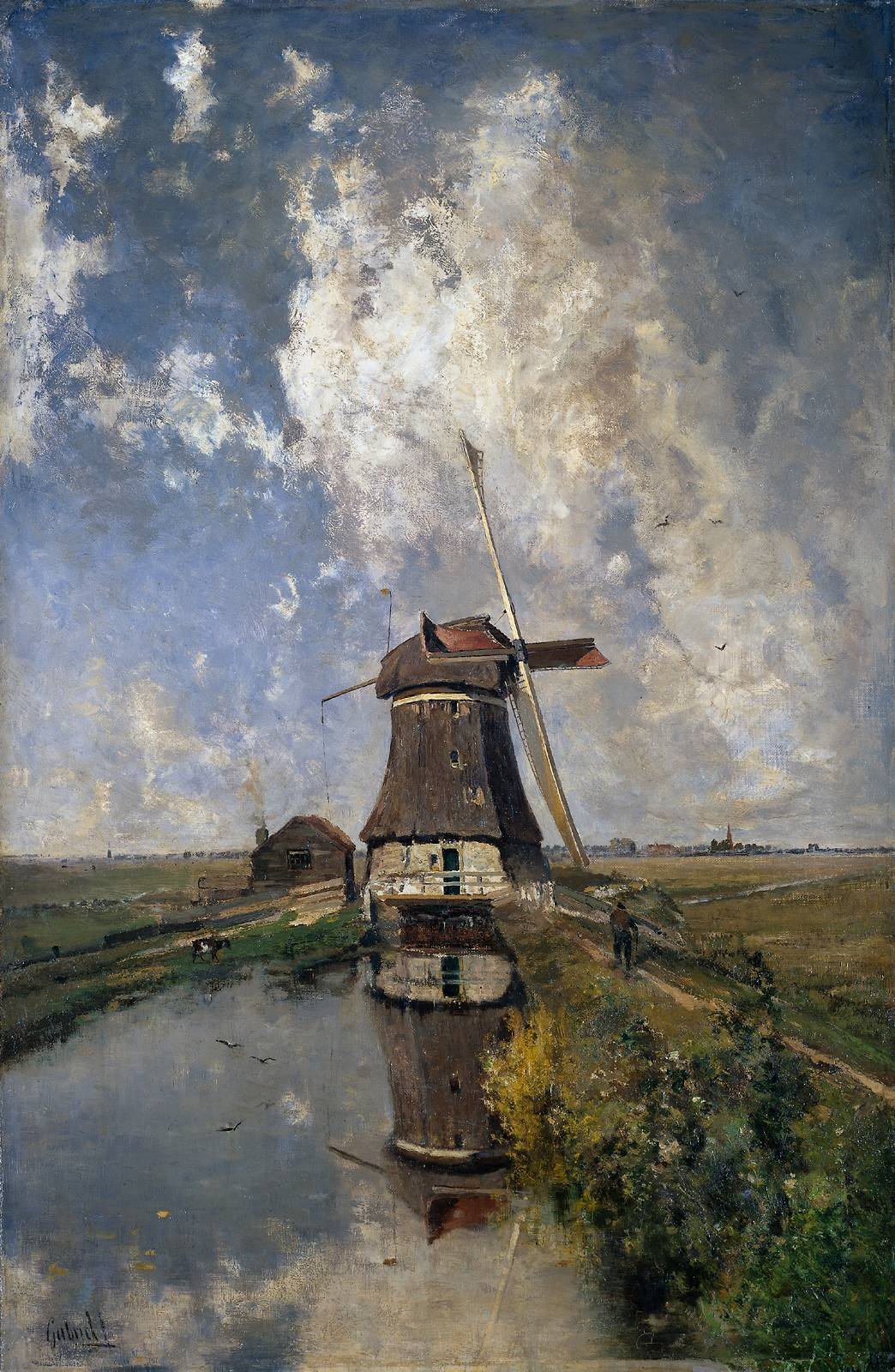
Constant Gabriël: En el mes de julio 1888. Símbolo del pólder holandés.

Junto con Jan Hendrik Weissenbruch, Adolph Artz, Jozef Israëls y, aunque no era un paisajista, Johannes Bosboom, estos pintores se contarían más tarde entre la primera generación de Haagse Scholers. Oosterbeek se denominaba Barbizon holandés en ese momento. Los críticos usaron más tarde el término "caballeros del gris" por el estilo en el que trabajaban.
En las obras de la primera generación de los Haagse Scholers, ya se nota la atención por la luz y la atmósfera, la búsqueda de un estado de ánimo. El paisaje era considerado desde un punto de vista humano. Roelofs, quizás junto con Gerard Bilders, quien murió temprano, fue considerado inicialmente como el promotor más importante y lo llamó "la búsqueda de una verdad simple y cotidiana". Estar absorto en el mirar, observar, de eso se trataba. La atención típicamente holandesa a los grandes cielos fue sorprendente. La tonalidad gris y, a menudo, la técnica del velo brumoso en los paisajes se volvió característica al final, lo que creó una apariencia algo lúgubre. Esa monotonía eventualmente se convertiría en la marca registrada de la Escuela de La Haya. Un nuevo realismo con un trasfondo típicamente holandés: sobrio, con un gran sentido del espacio. Aunque claramente también hay líneas que trazar hacia los viejos maestros holandeses, era esencialmente diferente de la pintura barroca y clasicista tal como se enseñaba en las academias de esa época. Por lo tanto, fue rechazada sin ceremonias en la Academia de Arte de La Haya. La crítica de arte de aquellos días tampoco fomentaba el interés por el "color gris": Matthijs Maris tuvo que quitarse las "gafas grises" y se le comentó a Anton Mauve que su ojo estaba cubierto con un velo de luto. Sin embargo, no había señales de melancolía entre los propios jóvenes pintores. La correspondencia entre, por ejemplo, Anton Mauve y Willem Maris mostró un gran entusiasmo por las andanzas conjuntas y la pintura al aire libre. Las amistades que se hicieron allí a menudo demostraron ser de por vida y sentaron las bases para la cohesión mutua dentro de las filas de la Escuela de La Haya.

## 1870-1875: Primeros éxitos y renombre
Alrededor de 1870, la primera generación de los Haagse Scholers comenzó a ganar reconocimiento y éxito por primera vez. El comercio de arte en La Haya volvió a jugar un papel importante en esto, ya que creció explosivamente después de 1865 y podría llamarse muy progresista antes de esa época. El concesionario de arte francés Goupil abrió una sucursal allí y desempeñó un papel destacado durante décadas. "Cent" van Gogh, un tío de Vincent van Gogh, también tenía un concesionario de arte allí, que en parte funcionaba como una sucursal de Goupil. La presencia de un número relativamente grande de coleccionistas privados adinerados que estaban realmente dispuestos a comprar arte (incluidos los miembros de la familia real) contribuyó en gran medida a ello. Además, muchas obras también se vendieron a coleccionistas y marchantes de Inglaterra (a través de una sucursal londinense del concesionario de arte Van Wisselingh), Estados Unidos y Canadá, una tendencia que continuaría en los años venideros.

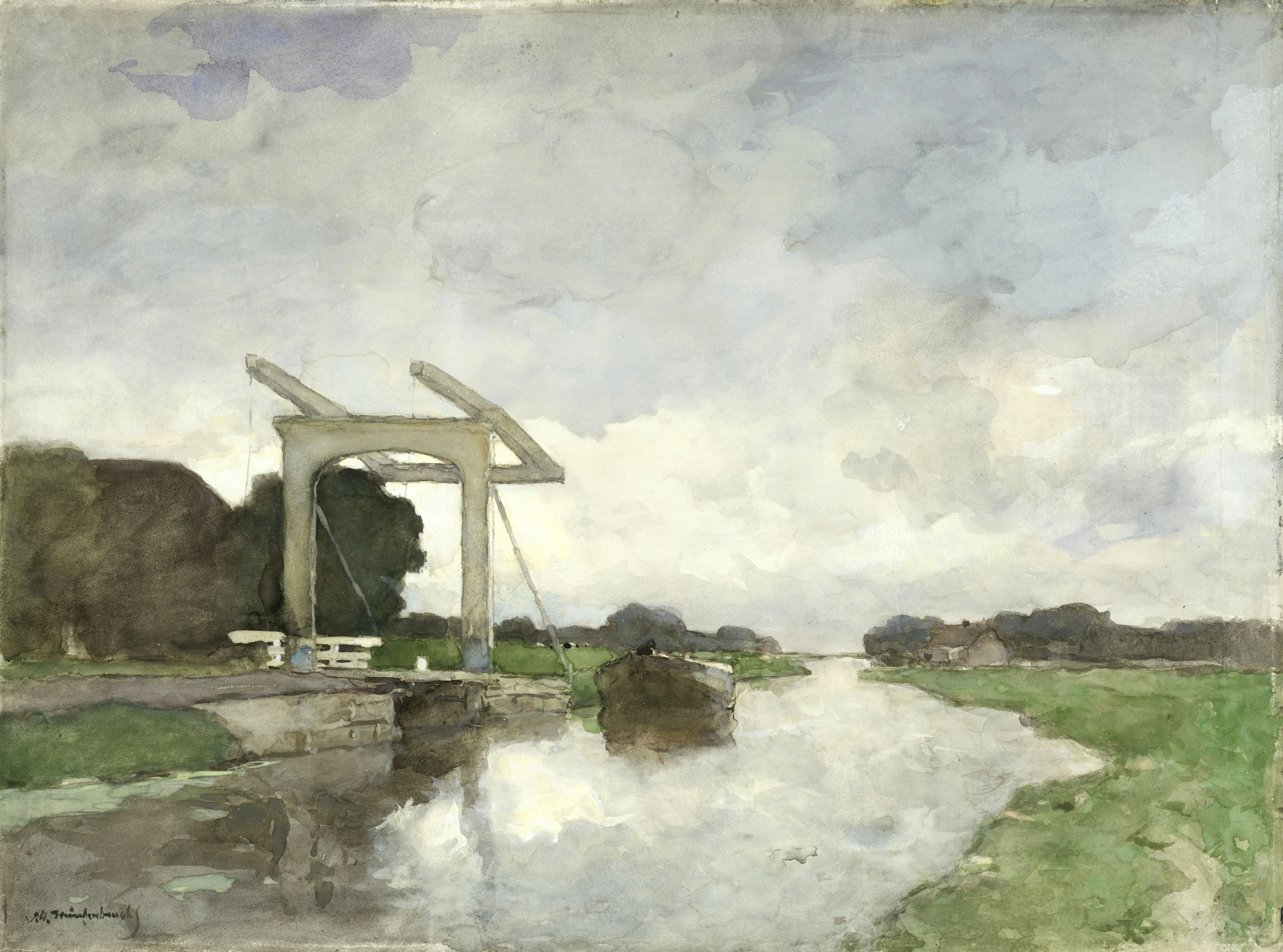
Jan Hendrik Weissenbruch: Puente levadizo cerca de Noorden, alrededor de 1890, ejemplo de la renombrada acuarela de los Hague Scholers.

Floris Verster, Stilleven met pioenen

También está la organización de importantes exposiciones internacionales en muchas de las principales ciudades europeas, ya que se llevaron a cabo con gran regularidad en ese momento. En 1873, una gran delegación de pintores holandeses participó en la exposición mundial de Viena y recibió muchos elogios. La presentación holandesa de 167 obras, muchas de las cuales fueron de Jozef Israëls y otros Haagse Scholers, causó una "impresión armoniosa y beneficiosa", según el crítico de arte Friedrich Pecht. También recibieron elogios durante otras exposiciones internacionales, incluido el Salón de París y la Bienal de Venecia, especialmente los hermanos Maris y nuevamente Jozef Israëls. Israels también fue popular en el extranjero debido a la relación visible de su obra con la de Rembrandt van Rijn, quien fue una importante fuente de inspiración para él, especialmente en el uso de efectos de luz. Jacob Maris fue influenciado por el trabajo de Jacob van Ruisdael.

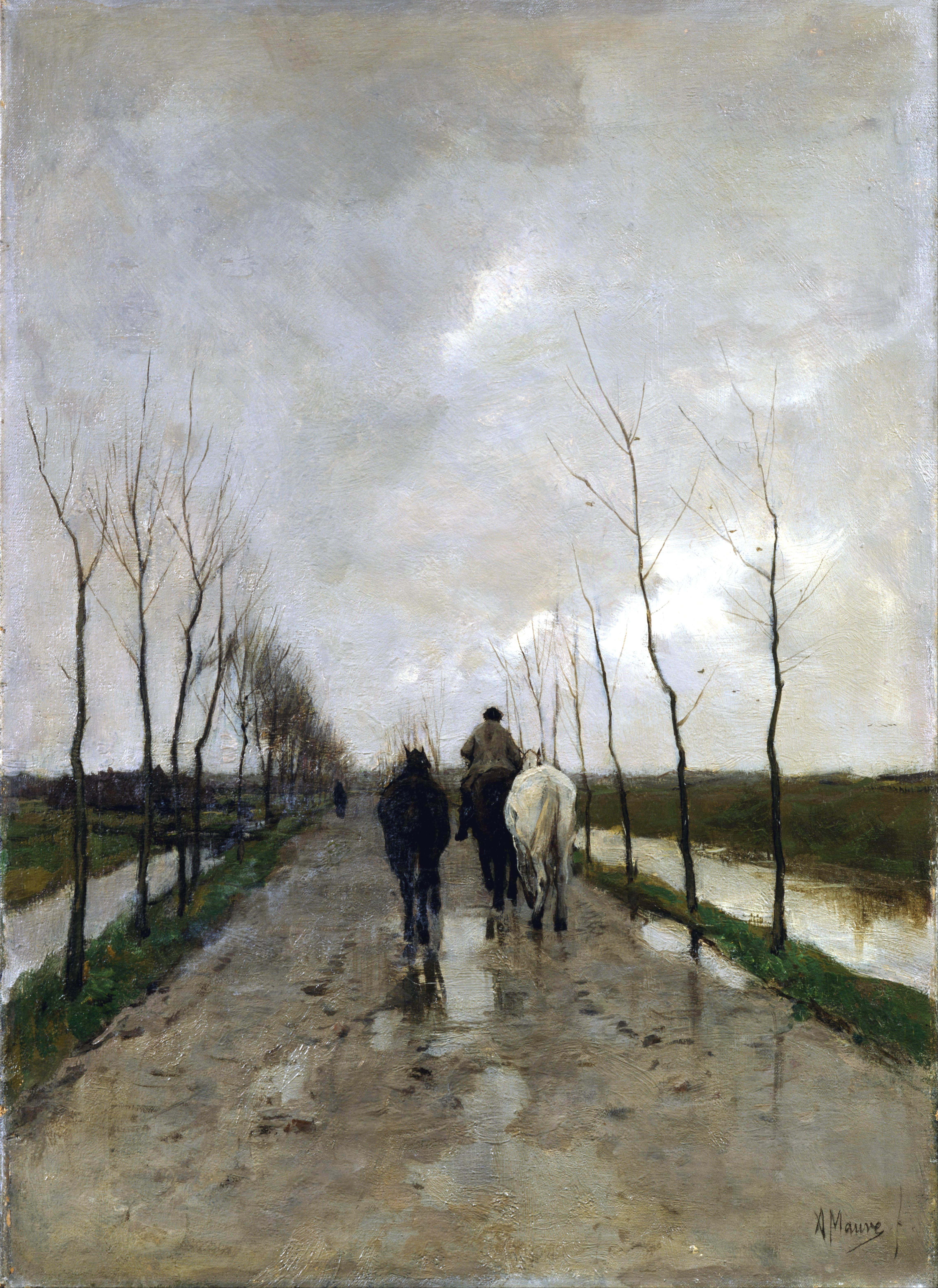
Mauve Hollandse weg, hacia 1880. Mauve prefería hablar de tonos plateados en lugar de grises.

Después de los éxitos en el extranjero, la prensa holandesa también hizo lo mismo con críticas más positivas. Un momento decisivo fue una reseña de 1875 del destacado crítico Jacques van Santen Kolff en De Banier. Van Santen Kolff escribió sobre un “nuevo movimiento ultra radical en la pintura”. Llamó a este movimiento “Escuela de La Haya”, principalmente porque la mayoría de los miembros procedían de esa ciudad, dando así definitivamente al movimiento un nombre propio. La Escuela de La Haya, según Van Santen Kolff, “se inspiró en la realidad, solo quería representar un estado de ánimo”.
La fama de los Haagse Scholers creció rápidamente. Vincent van Gogh, quien a principios de la década de 1870 trabajaba como el empleado más joven en el concesionario de arte de su "tío Cent", más tarde se refirió a ellos en sus cartas como "mastodontes", subrayando que estaban comenzando a tomar una posición de liderazgo en la pintura holandesa.

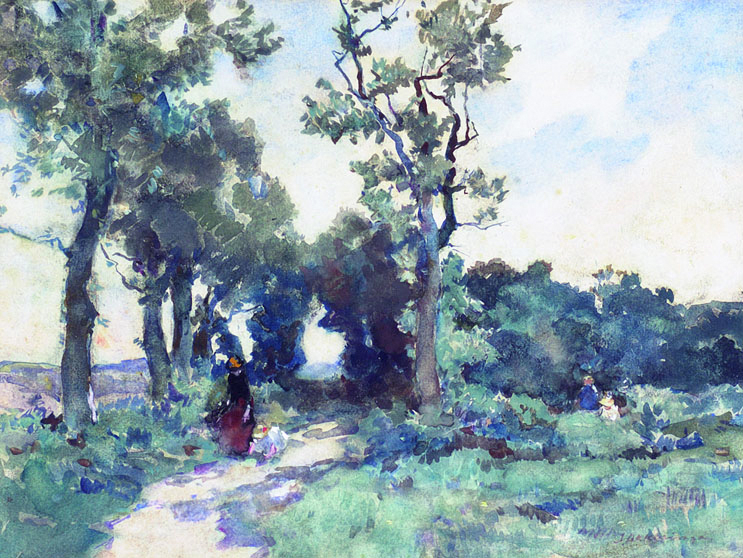
Voorjaar, door Johannes Evert Hendrik Akkeringa

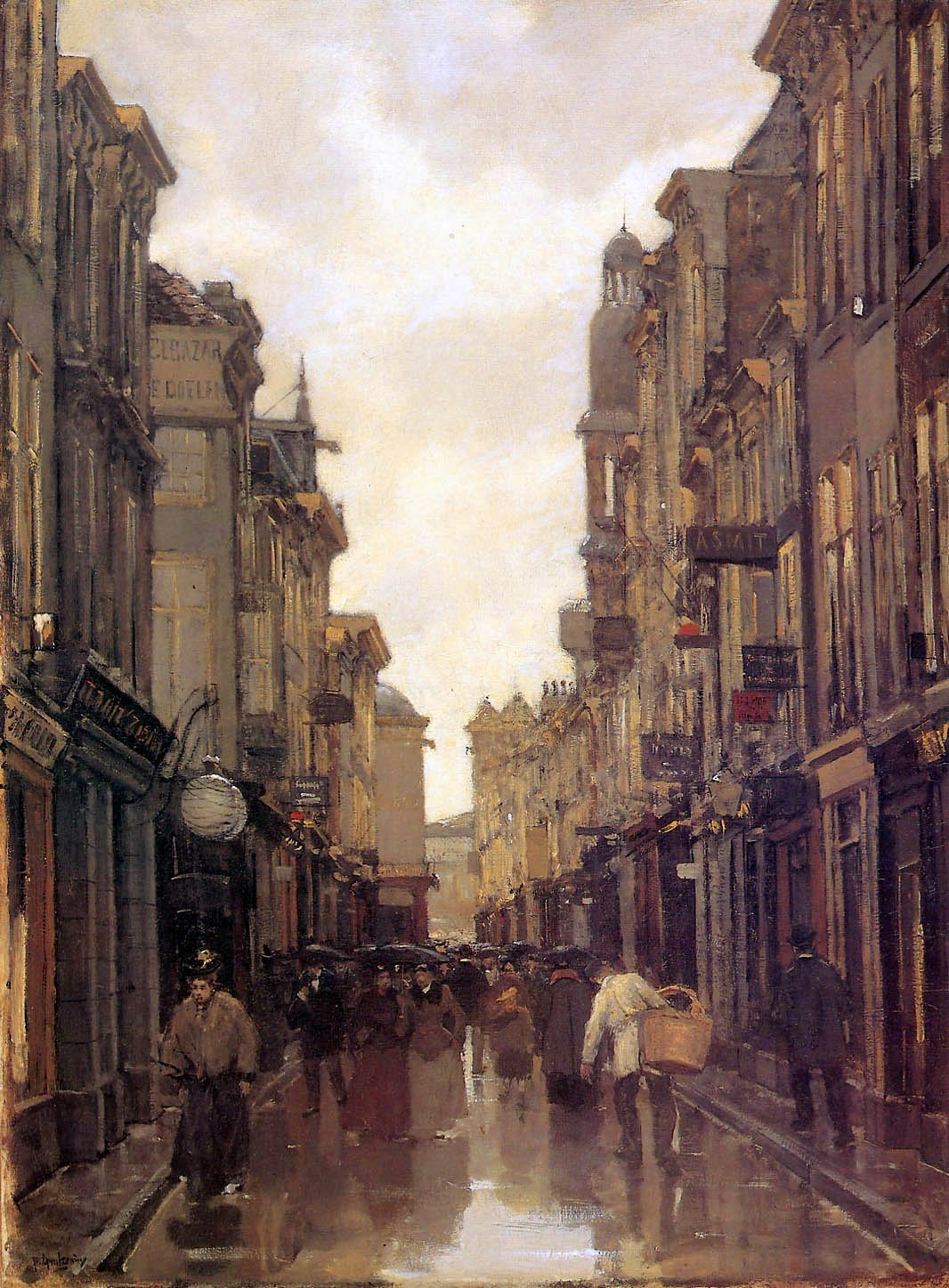
Floris Arntzenius: Spuistraat, La Haya, hacia 1900. Una ampliación temática al "mundo moderno".

La propia La Haya se convirtió en aquellos días en una verdadera ciudad de artistas. No solo el animado comercio de arte, sino también la activa asociación de artistas del Pulchri Studio jugaron un papel importante en esto. Además, la ciudad fue un excelente punto de partida para que los pintores visitaran sus lugares favoritos, como Scheveningen, Kortenhoef y Noorden. El mar estaba cerca, el campo y los pólderes eran fácilmente accesibles (y cada vez más rápido debido a la construcción de los ferrocarriles). Pero los pintores, sin embargo, siguieron siendo habitantes de la ciudad, según la caracterización de Bram Hammacher:
   "..solo salen de la casa y del hogar temporalmente y preferiblemente lo más brevemente posible para obtener impresiones de la naturaleza [bocetos rápidos al óleo], que luego procesan en el estudio. Se dice de Jacob Maris que a veces iba a Scheveningen en el verano y que sus salidas más lejanas eran hasta Dordrecht o Ámsterdam (página 129 Marius)."

## 1875-1885: Desarrollo y ampliación
A finales de la década de 1870, el número de pintores que pintaban en el estilo barbizoniano de la Escuela de La Haya aumentó rápidamente, ya no sólo en La Haya, sino también de manera enfática en Ámsterdam. Surgieron nuevos pueblos de pintores, incluso en Laren, donde surgió la Escuela de Laren, directamente relacionada con la Escuela de La Haya. Blaricum, Nunspeet y Kortenhoef también fueron populares. Muchos artistas de La Haya terminarían por instalarse en esos lugares de forma permanente, huyendo de la urbanización y la industrialización emergente, en busca de lo rural que sentían que desaparecía.

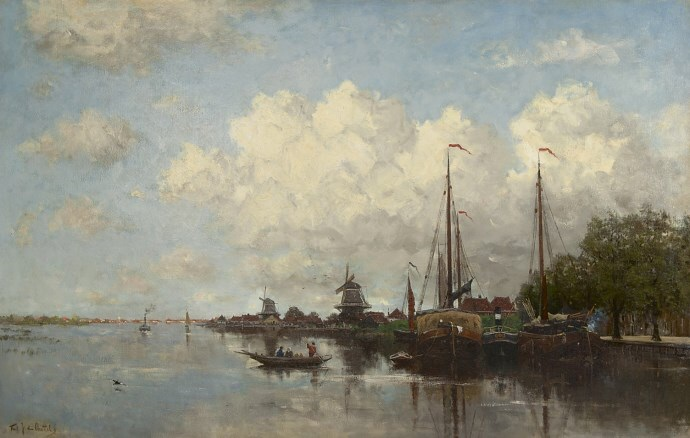
Fredericus van Rossum du Chattel - Gezicht op de havenkade - c1890

Por cierto, a partir de 1875 también se produce una enfática ampliación de los temas escogidos: antes el paisaje era el principal centro de atención, ahora los Hague Scholers pintaban también interiores de campesinos, retratos, estudios de figuras y sobre todo marinas, escenas de playa y escenas de pescadores. Jozef Israels viajaba regularmente a Scheveningen y registraba a las mujeres que esperaban a sus hombres, a los viejos aldeanos solos en sus chozas o a los niños en la playa. Jacob Maris y Hendrik Willem Mesdag pintaron los típicos barcos y paisajes marinos de Scheveningen, así como la simple población del pueblo, en el trabajo o en el mercado, en encuadres simplemente realistas, sin trasfondo social, sin ninguna idealización. A lo sumo había una cierta nostalgia. En 1882, Mesdag y otros pintaron el Panorama Mesdag, todavía un ícono de la Escuela de La Haya, deliberadamente desde el lugar donde poco después se construiría el pomposo Café-Restaurante Seinpost. Muchos pintores también fueron a Katwijk aan Zee para trabajar allí.

En la segunda mitad de la década de 1870, los Haagse Scholers también se situaron en el origen de una revalorización de la pintura a la acuarela. Hasta entonces, la pintura con acuarela era como máximo una técnica de dibujo y se utilizaba principalmente con fines de estudio y para bocetos. Ahora las acuarelas se valoraban cada vez más como obras de arte por derecho propio. Su apreciación por parte del grupo de la Escuela de La Haya se debió principalmente a la franqueza de la técnica, que podía utilizarse en el lugar y, si era posible, representar los anchos ríos, los pantanos pantanosos y el reflejo de la luz incluso mejor que en la pintura al óleo. Weissenbruch y Mauve, en particular, demostraron ser maestros de la pintura con acuarela. Mauve fundó la Hollandsche Teekenmaatschappij en 1876, que promovió la pintura con acuarela y el dibujo como una forma de arte independiente.

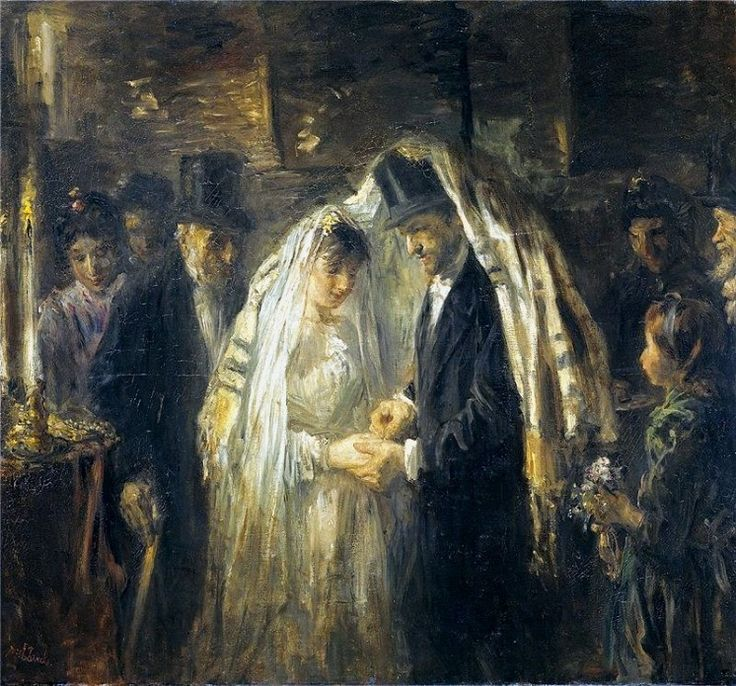
Jozef Israels: Boda judía, 1903, con un claroscuro tomado de Rembrandt.

En los años 1875-1885, más o menos paralelamente a la revalorización de la acuarela, se produce un notable cambio en la técnica pictórica de los Haagse Scholers. Cada vez más, la forma de pintar se volvió más importante que el tema en sí. "No pinto vacas, pinto reflejos de luz", dijo una vez Willem Maris sobre una de sus pinturas de ganado. Los artistas hablaban de "pintura amplia": con pinceladas largas y anchas que capturaban los arbustos y las nubes, los rostros y las manos. Con toques pastosos, se puso el énfasis en el ambiente aún más que antes. La paleta permaneció tonal y apagada, casi monótona. Los colores estaban bien combinados para que ningún tono destacara sobre el resto. Las pinturas a menudo tenían una neblina grisácea que recordaba a un día lluvioso holandés. Esto les daba una atmósfera íntima, casi desierta, por lo que en el caso de Mauve y Weissenbruch, por ejemplo, el esquema de color general se volvió algo más claro.

## 1885-1900: Segunda generación, después de la floración
El desarrollo hacia una pincelada suelta, el tono más claro y un uso cada vez mayor de acentos de color se puede ver en estrecha relación con el rápido ascenso del impresionismo en Francia. Sin embargo, la visión de los Haagse Scholers difería en principio de la de sus colegas franceses: el enfoque no estaba tanto en lo transitorio y el momento, sino mucho más en lo infinito y persistente en la percepción, que se extendía a un "momento infinito".
Alrededor de 1885, sin embargo, surgió un nuevo grupo de jóvenes pintores, casi todos nacidos después de 1850, en su mayoría formados en La Haya o por miembros de la Escuela de La Haya, que continuaron la tendencia de innovación de una manera mucho más radical. En particular, George Hendrik Breitner, Willem de Zwart e Isaac Israëls (hijo de Joseph), quienes con sus primeras obras todavía se consideraban parte de la Escuela de La Haya, rompieron con el realismo atmosférico de sus predecesores y finalmente optaron franca y completamente por el impresionismo. Temáticamente, llamó la atención que cambiaran su atención de lo rural hacia la ciudad y la vida moderna, que siempre había sido rehuida por sus maestros. En la década de 1890, Breitner e Isaac Israëls se trasladaron a Ámsterdam, donde sentaron las bases de lo que se conocería como Impresionismo de Ámsterdam. Sin embargo, sus raíces atmosféricas en el realismo de La Haya siempre serían claramente reconocibles.
Otros pintores de orientación moderna que recibieron su formación básica en la Escuela de La Haya fueron Vincent van Gogh, Jan Toorop y Piet Mondriaan.
Van Gogh tomó lecciones de pintura en 1881 con Anton Mauve, que estaba casado con su prima Jet Carbentus de La Haya. En su estudio de La Haya entró en contacto con la obra de, entre otros, Jacob y Matthijs Maris, Weissenbruch, Mesdag, Breitner y Jozef Israëls. Su influencia en la obra de Van Gogh fue considerable. Temas como cavadores, comedores de patatas y vendedores de madera de su período de Nuenen fueron tomados directamente de Mauve e Israel en particular.
Mondriaan estuvo fuertemente influenciado por Matthijs Maris y Floris Verster en su primer período holandés, cuando trabajaba a menudo en Domburg. Toorop recibió una parte importante de su educación del erudito de La Haya Herman Johannes van der Weele. El concepto de estado de ánimo continuaría jugando un papel importante en su obra.
Sin embargo, la orientación de estos jóvenes pintores, formados en la tradición de la Escuela de La Haya, hacia movimientos más modernos, no significó que la Escuela de La Haya como movimiento llegara a su fin. Por el contrario, varios pintores de esta nueva generación se mantuvieron en gran medida fieles a las ideas de estilo de sus predecesores y aseguraron un periodo llamado "después de la floración" que continuaría hasta bien entrado el siglo XX. Nombres importantes en este sentido fueron los ya mencionados Floris Verster, Louis Apol, Willem Bastiaan Tholen, Albert Neuhuys, Théophile de Bock, Nicolaas Bastert, Geo Poggenbeek, Floris Arntzenius (que también pintó muchos paisajes urbanos), Johannes Evert Hendrik Akkeringa, Jan Hillebrand Wijsmuller, Fredericus van Rossum du Chattel y más tarde Johan Scherrewitz.

## Evaluación crítica
El éxito de la nueva pintura realista, que caracterizaría a la Escuela de La Haya, en realidad comenzó con Jozef Israëls, quien ya atrajo la atención internacional alrededor de 1860. Junto a la tumba de la madre fue comprado por el Rijksmuseum en 1857. Su cuadro El hombre que se ahoga ya fue considerado como el cuadro más conmovedor de la exposición durante la Exposición Mundial de 1862 en Londres. En un sentido más amplio, la apreciación se produjo unos diez años después, comenzando con el ya mencionado éxito en la Exposición Universal de Viena de 1873 y luego más o menos confirmado por Van Santen Kolff en su artículo de 1875. Llama la atención que Van Santen Kolff pusiera el acento en el carácter radicalmente innovador de la obra de los Haagse Scholers, que en épocas posteriores a menudo se consideraban tradicionales y conservadores.
Desde la década de 1870 hasta la Primera Guerra Mundial, la Escuela de La Haya fue líder en el mundo de la pintura holandesa, y el movimiento mantuvo un gran éxito comercial, tanto a nivel nacional como internacional. Las obras fueron particularmente populares en Alemania (en parte a través de Jan de Haas, quien trabajó en Múnich durante mucho tiempo), Estados Unidos y Escocia. Se organizaron importantes exposiciones en Nueva York, Boston, Washington D. C. y Montreal. Muchos estadounidenses adinerados, incluido el presidente William Howard Taft (1909-1913), coleccionaron una gran cantidad de obras de los Haagse Scholers.
Sin embargo, después de la Primera Guerra Mundial, la reputación de la Escuela de La Haya, sobre todo en los propios Países Bajos, quedó definitivamente eclipsada por los impresionistas franceses y otros movimientos modernos. Etser Marius Bauer, que viajó a lugares lejanos, describió al grupo de pintores en 1916 despectivamente como "pintores del Broeksloot". Durante décadas, su trabajo se consideró anticuado y el movimiento desapareció de los manuales de historia del arte.
Solo consiguió una revalorización en 1965, cuando el Dr. Jos de Gruyter organizó una gran retrospectiva en el Gemeentemuseum de La Haya. John Sillevis, curador del Gemeentemuseum, dio entonces nuevos impulsos a la revalorización y organizó una nueva gran exposición en 1983, que también realizó una exitosa gira por el extranjero. Sillevis dedicó varias publicaciones al movimiento y contribuyó en gran medida al establecimiento de una visión sintetizadora del movimiento. Otros historiadores del arte, incluidos Saskia de Bodt, Hans Janssen y Ronald de Leeuw, se unieron con estudios nuevos y perspicaces. Importantes museos como el Rijksmuseum Amsterdam y el Museo Van Gogh volvieron a adquirir importantes obras de la Escuela de La Haya. El Gemeentemuseum hoy en día incluso deriva gran parte de su reputación de esas obras.
Hoy en día, la Escuela de La Haya se considera generalmente como el primer movimiento de arte moderno de éxito en los Países Bajos desde el siglo XVII. En los Países Bajos fue la primera manifestación de un sistema en el que los artistas funcionaban independientemente del patrocinio tradicional y lograban vender su obra a través del comercio de arte internacional. "Aunque el mismo mar sigue rodando sobre la misma playa", concluye Renske Suijver en su introducción a un catálogo de obras de la Escuela de La Haya en el Rijksmuseum, "después de la Escuela de La Haya no ha habido un grupo de artistas que lograra recrear el país holandés en todas sus facetas de manera tan atractiva. La luz, el aire y el agua son los ingredientes de este paisaje holandés. Los pintores de la Escuela de La Haya supieron reflejarlo acertadamente con óleo y acuarela en sus pinturas".

## Artistas implicados

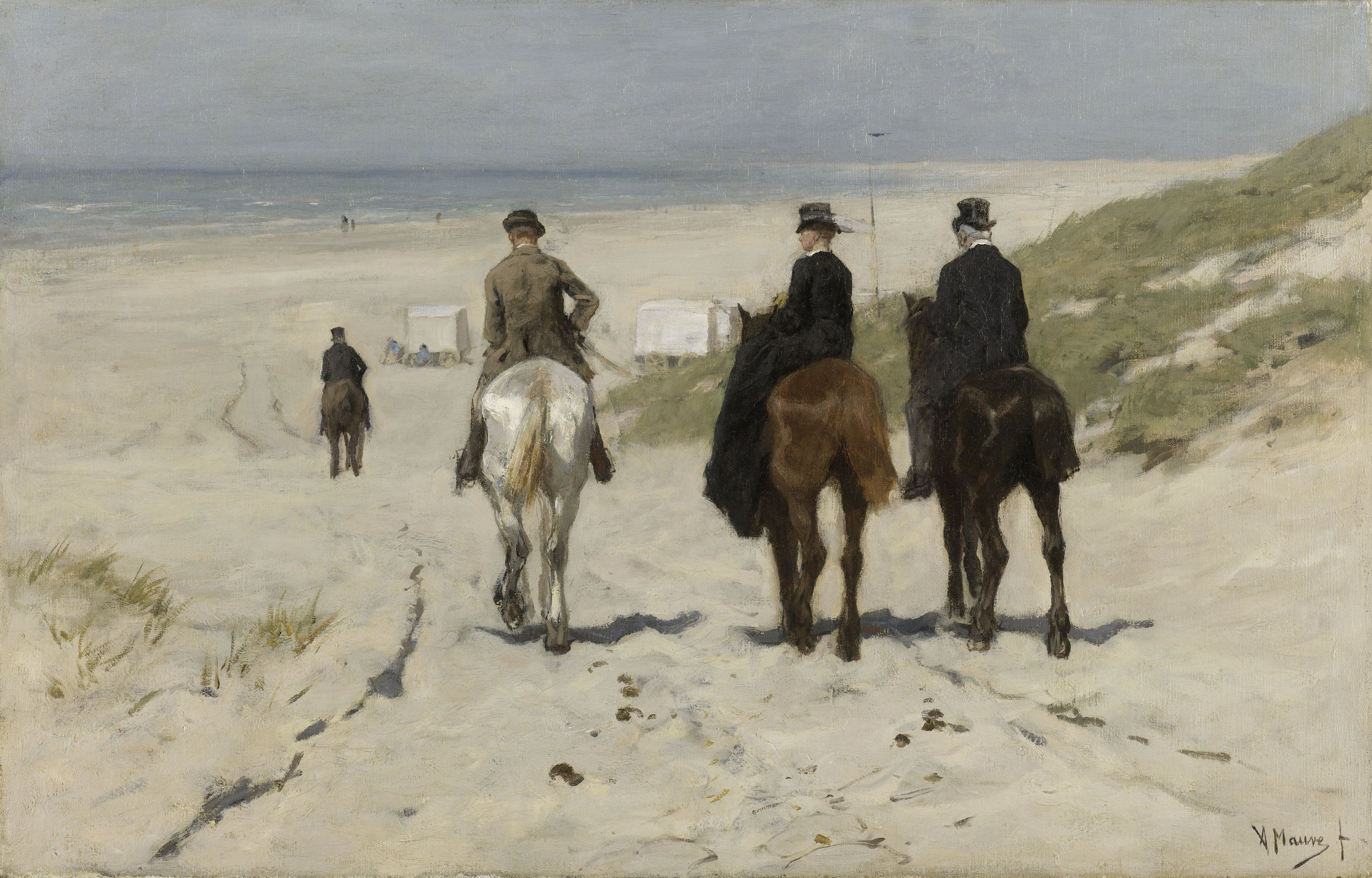
Anton Mauve: Paseo matutino por la playa, 1876.

Floris Arntzenius, Gerard Bilders, Bernard Blommers, Paul Gabriël, Willem Roelofs, Jan Hendrik Weissenbruch o Willem de Zwart, entre otros tienen obra recogida en pinacotecas holandesas como el Rijksmuseum.
Asimismo, entre los artistas que pudieron verse influidos por la Escuela de La Haya se ha citado a pintores tan diversos como Isaac Israëls, hijo de Jozef, Piet Mondrian, Jan Toorop y Vincent van Gogh.
Los "miembros" de la Escuela de La Haya a menudo se clasifican en dos generaciones, que se pueden dividir aproximadamente por año de nacimiento. Los pintores de la primera generación generalmente vieron la vida antes de 1840, habían estado activos en la apreciación internacional durante mucho tiempo en la década de 1870 y generalmente se considera que establecieron el movimiento. La siguiente generación de pintores, nacidos después de 1850, solo se activaron después de ese primer éxito y fueron formados o influenciados por la primera generación.
Por cierto, el término "miembros" es relativo, en vista de la diversidad de estilo que mantuvieron los Haagse Scholers, a pesar de sus puntos de partida realistas, y la falta de un programa real. La mayoría de ellos también desarrollaron su propia especialidad: Jozef Israëls se centró principalmente en obras de género, Blommers, Artz y Sadée en el tema de los pescadores y en interiores de campesinos, Bosboom incluso en interiores de iglesias, Mesdag en paisajes marinos, Jacob Maris, Roelofs y Gabriel en paisajes y en el caso de Willem Maris a menudo con vacas y patos. Mauve fue quizás el más versátil de todos. Matthijs Maris gradualmente se convirtió en un extraño con sus temas a menudo de cuento de hadas, que se alejaron cada vez más del realismo.
La división en generaciones tampoco siempre se usa sin ambigüedades en la Bibliografía. A veces se habla incluso de tres generaciones, a menudo también se usa el término "después de la floración", para pintores posteriores que enfáticamente tenían la misma concepción del estilo que los primeros Haagse Scholers. Definir quién debe y quién no debe ser considerado parte de la Escuela de La Haya no es fácil con todo esto. Los límites suelen ser difíciles de dibujar, especialmente "hacia abajo". La siguiente lista proporciona una visión general generalmente aceptada de los exponentes más importantes, sin pretender ser completa.

### Primera generación
- Artz, David Adolph Constant (1837-1890)
- Bilders, Gerard (1838-1865)
- Blommers, Bernard J. (1845-1914)
- Borselen, Jan Willem (1825-1892)
- Bosboom, Johannes (1817-1891)
- De Haas, Johannes Hubertus Leonardus (1832-1908)
- Gabriël, Paul Joseph Constantin (1828-1903)
- Israëls, Jozef (1824-1911)
- Maris, Jacob (1837-1899)
- Maris, Matthijs (1839-1917)
- Maris, Willem (1844-1910)
- Mauve, Anton (1838-1888)
- Mesdag, Hendrik Willem (1831-1915)
- Mesdag-van Houten, Sina (1834-1909)
- Mesdag, Taco (1822-1902)
- Mollinger, Alexander (1836-1867)
- Neuhuys, Albert (1844-1914)
- Roelofs, Willem (1822-1897)
- Sadée, Philip (1837-1904)
- Van de Sande Bakhuyzen, Julius (1835-1925)
- Weissenbruch, Johan Hendrik (1824-1903)

### Segunda generación, después de la floración.
- Akkeringa, Johannes Evert Hendrik (1861-1942)
- Apol, Louis (1850-1936)
- Arntzenius, Floris (1864-1925)
- Bastert, Nicolaas (1854-1939)
- Bauffe, Victor (1846-1921)
- Breitner, George Hendrik (1857-1923) (vroege werken)
- De Bock, Théophile (1851-1904)
- Groenewegen, Adriaan (1874-1963)
- Heijnes, Marinus (1888-1963)
- Van Houten, Gerrit (1866-1934)
- Israëls, Isaac (1865-1934) (vroege werken)
- Kuypers, Cornelis (1864-1932)
- Moll, Evert (1878-1955)
- Poggenbeek, George Jan Hendik (Geo) (1853-1903)
- Van Rappard, Anthon (1858-1892)
- Rip, Willem (1856-1922)
- Van Rossum du Chattel, Fredericus (1856-1917)
- Scherrewitz, Johan (1868-1951)
- Tholen, Willem Bastiaan (1860-1931)
- Verster, Floris (1861-1927)
- Voerman, Jan (1857-1941)
- Van der Weele, Herman Johannes (1852-1930)
- Wijsmuller, Jan Hillebrand (1855-1925)
- De Zwart, Willem (1862-1931)